# Kaldbak
Kaldbak (duń. Kalbak, IPA: kalːbak) – miejscowość na Wyspach Owczych, archipelagu wysp wulkanicznych, położonych na Morzu Norweskim, który stanowi duńskie terytorium zależne. Wieś ta znajduje się w granicach gminy Tórshavn. Według szacunków na 1 stycznia 2016 roku zamieszkuje w niej 239 osób.

## Położenie
Miejscowość znajduje się w południowo-wschodniej części wyspy Streymoy na wysokości ujścia fiordu Kaldbaksfjørður do cieśniny Tangafjørður. Na północ, północny zachód oraz zachód od Kaldbak teren delikatnie się wznosi, czego zwieńczeniem są szczyty: Ritufelli (499 m n.p.m.) oraz Kaldbakskambur (588 m n.p.m.). Na północny wschód od miejscowości znajduje się też kilka górskich jezior, między innymi: Stóravatn oraz Brúnavatn.

## Informacje ogólne

### Populacja
Według szacunków z 1 stycznia 2016 roku w Kaldbak zamieszkuje 239 ludzi. W 1985 było ich 147 i odnotowywano przyrost liczby ludności do 182 osób w roku 1988, 196 w 1991 i 210 w 1993. Następnie z uwagi na kryzys gospodarczy na Wyspach Owczych i związaną z nim emigrację z archipelagu, liczba ludności zaczęła maleć, osiągając poziom 189 mieszkańców w 1995 roku. Później ponownie zaczęto odnotowywać przyrost ludności we wsi, osiągając 194 osób w 1997, 209 w 2000, 219 w 2003 i 222 w 2006. Do chwili obecnej liczba ludności waha się, osiągając jednak tendencję wzrostową.
Współczynnik feminizacji w Kaldbak wynosi ponad 91 kobiet na 100 mężczyzn. Ludność w wieku przedprodukcyjnym stanowi 31,4% populacji, a osoby w wieku powyżej sześćdziesiątego piątego roku życia 14,6%.

### Transport
W miejscowości rozpoczyna swój bieg trasa numer 56, biegnąca do Kaldbaksbotnur, gdzie łączy się z drogą numer 10, stanowiącą jedną z głównych na Wyspach Owczych. Miejscowość nie jest skomunikowana z resztą archipelagu komunikacją publiczną Strandfaraskip Landsins.

## Historia
Według badań archeologicznych osadnictwo w okolicach Kaldbak istniało już w XI wieku. Jej nazwę po raz pierwszy wymieniono w spisie z 1584 roku, zwanym Jarðarbókin. Obecny kościół w Kaldbak powstał w 1835 roku i stanowi jeden z przykładów klasycznego, farerskiego kościoła drewnianego z trawiastym dachem. W latach 70. i latach 80. XX wieku w miejscowości produkowano łodzie z włókna szklanego, przypominające tradycyjne farerskie łodzie. Są one w powszechnym użytku do dziś. W latach 80. miejscowość przyłączono także do sieci drogowej archipelagu.